# Jelbart-Lavazunge
Die Jelbart-Lavazunge ist ein markanter, erkalteter Lavastrom auf der Insel Heard im südlichen Indischen Ozean. Auf der Laurens-Halbinsel ragt er südlich des Magnet Point rund 100 m ins Meer. 
Namensgeber ist der Physiker John Ellis Jelbart (1926–1951), der 1948 an einer Kampagne der Australian National Antarctic Research Expeditions nach Heard teilnahm und am 24. Februar 1951 bei der Norwegisch-Britisch-Schwedischen Antarktisexpedition (1949–1952) unweit des Basislagers Maudheim ertrank.